# Ольга Ольгіна
Ольга Ольгіна (пол. Olga Olgina; 1904—1979) — польська оперна співачка (колоратурне сопрано), викладачка, професор, педагог, пропагандистка музичної культури.

## Життєпис
Ольга Ольгіна народилася 24 червня 1904 року в Ярославлі (Російська ісперія) в багатій родині. Батько — поляк, генерал російської армії Фелікс Юзефович (Іозефович); мати — російська оперна співачка (драматичне сопрано) Ольга Миколаївна, яка виступала під псевдонімом Ольгіна, уроджена Степанова. Дитинство провела в Санкт-Петербурзі. В шість років почала грати на фортепіано. Співати почала вчитися в 16 років у матері. Закінчила Санкт-Петербурзьку консерваторію по класу фортепіано у професорів Дроздова, Блюменфельда і Лаврова.
З 1920 року жила з матір'ю у Вільнюсі. 1 грудня 1922 року дебютувала в роліі Віолетти в «Травіаті» Верді. З 18 років співала у Вільнюській опері, виконуючи провідні партії колоратурного сопрано. Взяла псевдонім матері — Ольга Ольгіна. У 1925—1926 роки провела своє перше турне по Югославії та Австрії. З середини 1920-х років співала у Варшавській опері. У 1934 році Ольга Ольгіна переїхала до польського міста Познань. Виступала в багатьох європейських країнах. Під час гастролей у Великій Британії записала альбом на фірмі Decca Records.
Після весілля 30 грудня 1936 року з капітаном кавалерії Зигмунтом Мацкевічем пішла зі сцени. Жила зі своїм чоловіком у маленькому містечку біля Вільнюса. Після початку в 1939 році другої світової війни та мобілізації чоловіка Ольгіна повернулася до Вільнюса, де стала працювати в консерваторії. Після вторгнення німців консерваторія була закрита. Протягом усього періоду окупації проводила у себе вдома музичні вечори. Допомагала силам Опору, за що згодом була нагороджена. Її чоловік потрапив до німецького полону, а після війни поселився в Англії. Після вступу радянських військ до Вільнюса в 1944 році Ольгіна повернулася до роботи в консерваторії у Вільнюсі.
У 1945 році вирішила переїхати до польського Лодзя. 9 березня 1947 року в Лодзі дала останній сольний концерт. З тих пір займалася тільки викладанням вокалу, пов'язавши своє життя з Лодзькою консерваторією. Створила в ній клас співу. Серед її учнів були Тереза Жіліс-Гара, Тереза Войташек-Кубяк, Веслава Фрейман, Ізабелла Кобус, Ельжбета Нізел, Катажина Римарчик, Гражина Краєвска, Галіна Романовська, Христина Рорбах, Станіслава Шопиньска, Божена Саульска, Тереза Мулява. У 1960—1972 роках Ольга Ольгіна працювала деканом вокального факультету (з 1969 року вокально-акторського). Була членом журі міжнародних вокальних конкурсів (у тому числі в Афінах, Тулузі, Гертогенбосі, Празі, Софії, Варшаві).
Померла Ольга Ольгіна 31 січня 1979 в Лодзі. Похована у православній частині її Старого кладовища.

## Дискографія
- Olga Olgina (soprano) — Una Voce from II Barbiere di Siviglia (Rossini). In Italian with orchestral accompaniment. Two parts. Decca M92, 10in., 3s.